# Strangolatore di Cincinnati
Strangolatore di Cincinnati (The Cincinnati Strangler) è il nome dato ad un serial killer che tra il 1965 e il 1966 stuprò e strangolò sette donne, perlopiù anziane, a Cincinnati, in Ohio. Si ritiene che il serial killer sia l'ex tassista Posteal Laskey Jr. Nel periodo degli omicidi ci fu un notevole allarme da parte di molti abitanti della città, con commercianti di chiavi e ferramenta impossibilitati a far fronte alla grande domanda per lucchetti. Nonostante fosse stato accusato di un solo omicidio, il panico in città si calmò solo dopo l'arresto e la condanna di Laskey, quando gli omicidi si fermarono improvvisamente, supportando così i proclami della polizia di aver trovato e condannato lo strangolatore di Cincinnati.
Inizialmente condannato a morte, la sentenza su Laskey fu commutata in ergastolo quando la Corte Suprema invalidò la pena di morte con la sentenza Furman vs Georgia. Nel febbraio 2007 a Laskey fu negata la libertà condizionale. I motivi elencati dall'Ohio Parole Board includevano l'efferata natura del crimine, i precedenti di Laskey, e il disappunto della comunità di fronte al possibile precoce rilascio.
Avrebbe potuto chiedere di nuovo la libertà condizionata nel 2017 e fu incarcerato nel Pickaway Correctional Institution. Laskey morì il 29 giugno 2007 di cause naturali, mentre era ancora in carcere. Nessuno ne reclamò il corpo e i funzionari della prigione dissero che è stato seppellito in uno dei cimiteri delle prigioni dell'Ohio.